# Шаховская, Мария Владимировна
Мария Владимировна Шаховская (10 июня 1928 — 19 мая 2024) — советский и российский скульптор и художник-керамист, член-корреспондент Российской академии художеств (2007). Член Союза художников СССР (1957). Лауреат Государственной премии Российской Федерации в области архитектуры (1993).

## Биография
Родилась 10 июня 1928 года в городе Москва в семье народного художника СССР Владимира Андреевича Фаворского (1886—1964), от которого М. В. Шаховская получила свои первые уроки живописи и считала своего отца своим главным учителем.
С 1950 по 1955 годы обучалась на отделении скульптуры Московского высшего художественно-промышленного училища, наставниками и учителями у М. В Шаховской в её творческой деятельности были её отец — В. А. Фаворский и Е. Ф. Белашова.
С 1956 года М. В. Шаховская участвует в московских, всероссийских и всесоюзных художественных выставках. М. В. Шаховская работала в таких художественных областях как декоративная монументальная скульптура и станковая керамика. Наиболее значимые художественные произведения М. В. Шаховской: керамическое панно-рельеф «Эволюция растений» (Палеонтологический музей имени Ю. А. Орлова), скульптура «Лежащая лань», блюда «Ивушка в саду цветёт» и «Одуванчики», вазы «Первые жаворонки», «Гнездо» и «Белая» посвящённая памяти А. С. Пушкин, рельефы «Трудное дежурство» и «Девушки на завалинке», блюдо «Война народная» (1967; из серии «Советские песни». Фаянс, подглазурная роспись) и «Март, сороки» (1978; Фаянс, подглазурная роспись), вазочка «Двое с крылышками» (2003; Фаянс, соли), ваза «Яблочный Спас» (2001; Фаянс, подглазурная роспись, соли), скульптуры «Похищение Европы» (2003; Фаянс, подглазурная роспись, соли), «Флейтистка» (2006; Фаянс, кобальт) и «Богиня керамики» (2008; Фаянс, кобальт), блюдо — «Ранняя весна» и ваза — «Стихи Пушкина».
Наиболее значимые работы М. В. Шаховской хранятся в музеях и галереях России: Государственном историко-архитектурном, художественном и ландшафтном музее-заповеднике «Царицыно», Всероссийском музее декоративно-прикладного искусства, Тверской областной картинной галерее, Пермской государственной художественной галерее и Палеонтологическом музее имени Ю. А. Орлова РАН и в Государственной Третьяковской галерее.
С 1957 года М. В. Шаховская являлась членом Союза художников СССР (с 1991 года — Союза художников России).
В 1993 году Указом Президента России «За участие в художественном решении интерьеров Палеонтологического музея имени Ю. А. Орлова Палеонтологического института Российской академии наук в Москве» М. В. Шаховская была удостоена Государственной премии Российской Федерации в области архитектуры.
В 2007 году М. В. Шаховская была избрана член-корреспондентом Российской академии художеств по Отделению декоративно-прикладного искусства.
Супруг — академик РАХ Дмитрий Михайлович Шаховской (1928—2016).
Умерла 19 мая 2024 года в возрасте 95 лет.

## Награды
- Орден «Знак Почета» (1985)

### Премии
- Государственная премия СССР в области архитектуры (1993 — «за участие в художественном решении интерьеров Палеонтологического музея имени Ю. А. Орлова Палеонтологического института Российской академии наук в Москве»)

### Прочие награды
- Серебряная медаль АХ СССР (1987)
- Золотая Пушкинская медаль (2006)